# 张招兴
张招兴（1963年—），浙江上虞人，汉族，中华人民共和国政治人物、第十二届全国人民代表大会广东地区代表。

## 生平
毕业于华中科技大学和中山大学高级管理人员专业。加入中国共产党。2013年，担任全国人大代表。